# Manisa Büyükşehir Belediyespor (basket-ball)
Manisa Büyükşehir Belediyespor est la section masculine de basket-ball du club omnisports Manisa Büyükşehir Belediyespor. L'équipe joue ses matchs au Muradiye Spor Salonu.

## Histoire
Au cours de la saison 2017-2018, elle est sacrée championne de la troisième division de Turquie et accède à la deuxième division (en) (TBL).
Lors de sa 4e saison en TBL, la saison 2021-2022, elle devient championne et accède pour la première fois de son histoire à la première division (Basketbol Süper Ligi, BSL).
L'équipe, pour la saison 2022-2023, participe à la première division et à la Coupe d'Europe FIBA.
Au cours de la saison 2023-2024, l'ancien entraîneur de l'équipe, Hakan Demir (en), revient à la tête de l'équipe.

## Trophées
- Ligue turque de basket-ball
  - Champion (1) : 2021-2022
- Coupe de la Fédération
  - Champion (1) : 2021

## Historique des saisons
| Saison    | Ligue/Division | Ligue    | Position | Résultat | Coupe            | Europe                                  |
| --------- | -------------- | -------- | -------- | -------- | ---------------- | --------------------------------------- |
| 2017-2018 | 3              | 2. Ligue | 1.       | Promu    | -                | -                                       |
| 2018-2019 | 2              | TBL      | 10.      | -        | -                | -                                       |
| 2019-2020 | 2              | TBL      | 12.      | -        | -                | -                                       |
| 2020-2021 | 2              | TBL      | 9.       | -        | -                | -                                       |
| 2021-2022 | 2              | TBL      | 1.       | Promu    | -                | -                                       |
| 2022-2023 | 1              | BSL      | 11.      | -        | -                | -                                       |
| 2023-2024 | 1              | BSL      |          |          | Quarts de finale | Deuxième tour de la coupe d'Europe FIBA |